# Капюшон Штайнке

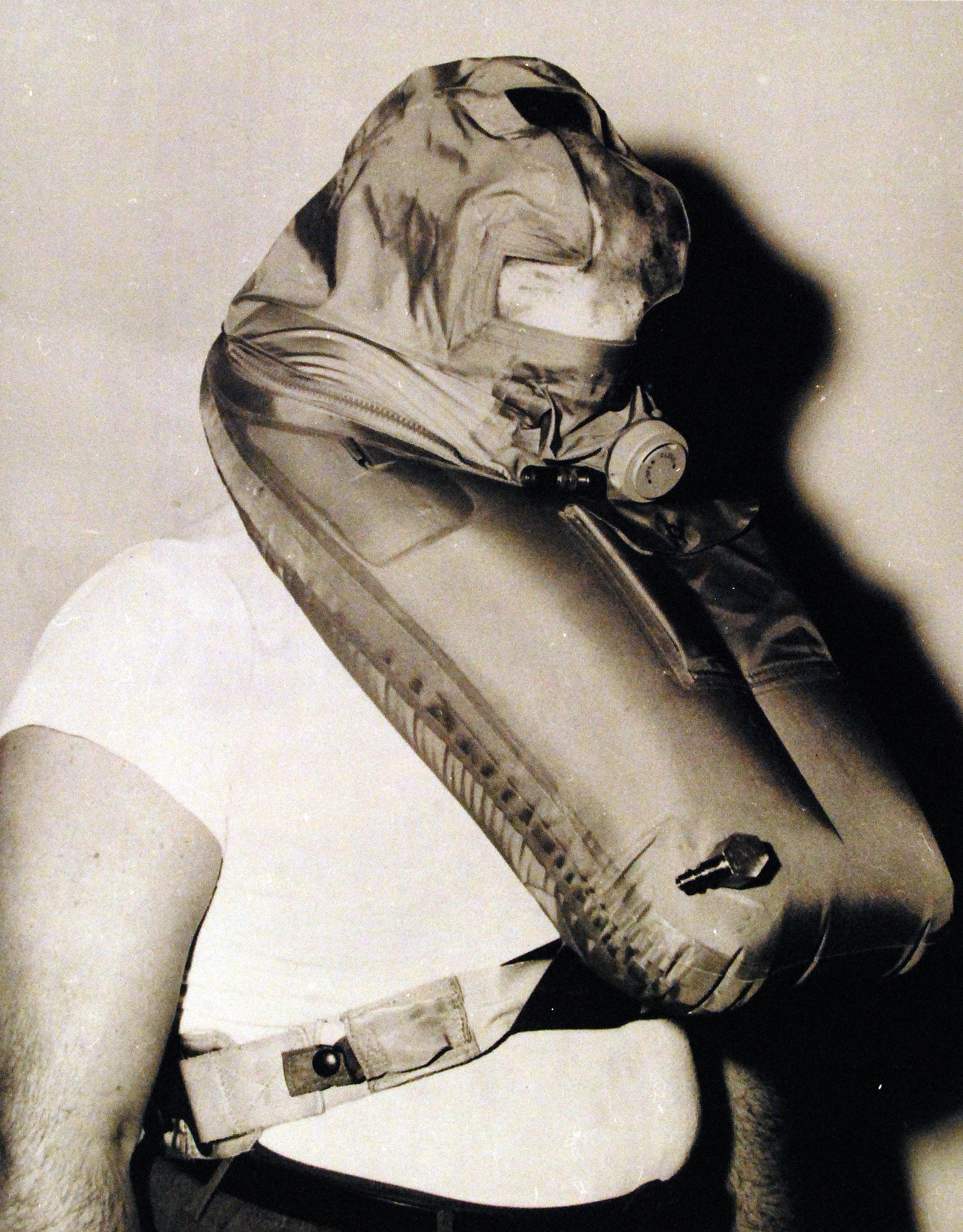
Капюшон Штайнке

Капюшон Штайнке (англ. Steinke hood) — индивидуальное спасательное устройство, предназначенное для спасения членов экипажа с затонувшей подводной лодки. Устройство было создано и опробовано в 1961 году лейтенантом американского военного флота Харрисом Штайнке, в честь которого и было названо. Капюшон Штайнке по сути представляет собой спасательный жилет, дополненный капюшоном, который полностью охватывает голову человека и снабжает его воздухом для дыхания. Став более совершенным устройством, чем лёгкие Момсена, капюшон Штайнке был включён в стандартный набор спасательных средств всех подводных лодок американского флота во времена холодной войны. Позже был заменен на более совершенные спасательные костюмы, в частности спасательное снаряжение Submarine Escape Immersion Equipment (SEIE).

## Комплект
Полный комплект капюшона Штайнке состоит из следующих элементов:
1. Плавучая камера — аналог спасательного жилета, выполненный из оранжевой неопреновой, нейлоновой ткани с жестким воротником, к которому крепится дыхательный капюшон. Она обеспечивает положительную плавучесть, необходимую для поднятия на поверхность.
2. Дыхательный капюшон, который крепится к воротнику жилета и обеспечивает человека воздухом. Также оборудован прозрачным пластиковым щитком для возможности видеть, что происходит вокруг.
3. Горловое кольцо, выполненное из неопреновой ткани, крепится к основанию воротника жилета и не допускает утечки воздуха из капюшона во время всплытия.
4. Устройство подачи воздуха и клапан расположенные на передней части камеры-жилета. При этом клапан может быть зафиксирован в закрытом положении, чтобы избежать случайного его открытия и выпуска воздуха из жилета, что приведет к снижению положительной плавучести.
5. Шноркель — пластиковая трубка для подводного плавания с мундштуком и клапаном, работающем в одну сторону — открываясь для выдоха воздуха за пределы капюшона, и закрываясь при вдохе.
6. Заправочный адаптер с проверочным клапаном, установленные в нижней части устройства. Заправочный адаптер использует быстро закрываемое соединение со шлангом подачи сжатого воздуха в плавучую камеру, а проверочный клапан предохраняет от утечки сжатого воздуха из накачанной плавучей камеры, после отсоединения заправочного шланга.
7. Два клапана сброса давления в плавучей камере, регулирующие разницу давления в плавучей камере и капюшоне; через них во время всплытия воздух под высоким давлением давлением поступает в верхнюю часть камеры и из неё в дыхательный капюшон, обеспечивая вытеснение воды из капюшона.
8. Два клапана сброса давления в дыхательном капюшоне, регулирующие разницу давления воздуха в капюшоне и давления воды на него; через них во время всплытия новый воздух проходит в капюшон.
9. Молния, расположенная у основания капюшона, прикрепляет его к воротнику плавучей камеры. Ширина застежки позволяет человеку снять капюшон с головы.
10. Дополнительный карман со свистком, морским сигнальным ориентиром и зажимом для носа.
11. Пояс, предохраняющий устройство от сползания в сторону головы или снятия во время подъема со спасаемого человека.
12. Специальный нейлоновый шнур длиной около метра и с деревянной ручкой на конце, который крепится к поясу устройства и сложен в дополнительном кармане. С помощью этого шнура можно было поднять спасшегося человека на корабль или связать несколько спасшихся на поверхности воды.
13. Сумка для хранения самого устройства.
14. Персональный световой маркер (ХИС).
15. Отражающие ленты, которыми оснащена плавучая камера, чтобы спасшийся был более заметен на поверхности.